# Turtle Rock
Der Turtle Rock (wörtlich aus dem Englischen übersetzt Schildkrötenfelsen) ist eine kleine Insel bzw. ein Klippenfelsen im antarktischen Ross-Archipel. Er liegt westlich der Hut-Point-Halbinsel in der Erebus Bay der Ross-Insel.
Teilnehmer der britischen Terra-Nova-Expedition (1910–1913) des britischen Polarforschers Robert Falcon Scott entdeckten ihn und benannten ihn deskriptiv nach seiner Erscheinung.